# میخالینا لیسووا
میخالینا آنتلیونا لیسووا (روسی: Михалина Анатольевна Лысова؛ متولد ۲۹ مارس ۱۹۹۲) یک پارا اسکی‌باز صحرانوردی و پارا ورزشکار بیاتلون  با اختلال بینایی اهل روسیه است. او نماینده روسیه در پارالمپیک در سال ۲۰۱۰ و در سال ۲۰۱۴ در مسابقات اسکی صحرانوردی و بیاتلون بوده است. او پیشرفت کرد تا به یکی از ثابت‌ترین اسکی‌بازان نوردیک پارالمپیک روسیه تبدیل شود، زیرا در دوران حرفه‌ای خود در پارالمپیک ۱۶ مدال دریافت کرد که ۶ تای آن‌ها طلا بود. او همچنین دریافت‌کننده نشان «شایستگی برای میهن» و جوایز نشان دوستی بود.

## اوایل زندگی
میخالینا لیسووا در ۲۹ مارس ۱۹۹۲ به دنیا آمد و از زمان تولدش بینایی ضعیفی داشت. پدرش به عنوان یک کمک مکانیک و مادرش در یک مهدکودک کار می‌کرد. میخالینا در سال ۲۰۰۲، هنگامی که تنها ۱۰ سال داشت، خواهر بزرگترش الکساندرا لیسووا با وجود اینکه والدینشان راضی نبودند اما او را تشویق به تمرین ورزش اسکی کرد. او با یک پارا اسکی‌باز نوردیک اوکراینی به نام دیمیترو شولگا، که نماینده اوکراین در بازی‌های پارالمپیک در سال‌های ۲۰۱۰ و ۲۰۱۴ بود، ازدواج کرد.

## حرفه
لیسووا اولین حضور خود را در پارالمپیک در طول پارالمپیک زمستانی ۲۰۱۰ به نمایندگی از روسیه انجام داد و یک رویداد پارالمپیک موفقیت‌آمیز داشت که در اولین مسابقه پارالمپیک خود ۵ مدال از جمله یک مدال طلا و ۲ مدال نقره در مسابقات اسکی صحرانوردی و ۲ مدال برنز کسب کرد. رویدادهای بیاتلون او در آوریل ۲۰۱۱ به دلیل عملکرد مداوم در مسابقات جهانی بیاتلون و اسکی صحرانوردی آی‌پی‌سی در سال ۲۰۱۱، به دلیل کسب ۷ مدال در مسابقات جهانی، جایزه ورزشکار ماه آی‌پی‌سی را دریافت کرد.
او همچنین واجد شرایط شرکت در پارالمپیک زمستانی ۲۰۱۴ بود که در روسیه برگزار شد و در مسابقات پارالمپیک ۶ مدال از جمله ۲ طلا، ۱ مدال نقره در مسابقات بیاتلون و ۱ طلا، ۲ مدال نقره در مسابقات اسکی صحرانوردی کسب کرد. میخالینا لیسووا همچنین پرچمدار روسیه در مراسم اختتامیه پارالمپیک زمستانی ۲۰۱۴ بود.
او نماینده ورزشکاران پارالمپیک خنثی در پارالمپیک زمستانی ۲۰۱۸ بود، زیرا روسیه به دلیل رسوایی دوپینگ از شرکت در پارالمپیک زمستانی ۲۰۱۸ محروم شد. میخالینا لیسووا پس از کسب مدال طلا در ماده ۶ کیلومتر انفرادی زنان در جریان پارالمپیک زمستانی ۲۰۱۸، پنجمین مدال طلای پارالمپیک خود را به دست آورد، که همچنین سومین مدال طلای پارالمپیک او در رشته‌های بیاتلون است.

## اتهام و افترا
یک ماه پس از اینکه بازی‌های پارالمپیک زمستانی ۲۰۱۸ در ۱۸ مارس پایان یافت، یک روزنامه آلمانی به نام بیلت، به دلیل اینکه لیسووا نسبت به ورزشکاران روسی که به خاطر مسائل دوپینگ گرفتار شده‌اند بی‌تفاوت بود، به دروغ او را به دوپینگ متهم کرد. همچنین شکایتی علیه او به دادگاه ارائه کرد. این روزنامه همچنین بر این باور بود که میخالینا برای تقویت عملکرد خود در پارالمپیک زمستانی ۲۰۱۸ که در آن موفق به کسب ۵ مدال شد، از مواد ممنوعه استفاده می‌کرده است. با این حال، میخالینا لیسووا پس از پیروزی در پرونده‌ای که بیلت علیه او در دادگاه ارائه کرده بود، توانست بی‌گناهی و صداقت خود را ثابت کند.